# Drive A
Drve A es una banda estadounidense de Punk Rock de Los Ángeles, California, formada en 2006 por el cantante Bruno Mascolo y el guitarrista Jason Nott.

## Historia

### Formación
La banda se formó después de que el cantante/guitarrista Bruno Mascolo y el guitarrista Jason Nott se reunienran en The Troubadour(Los Ángeles) en 2006. Se reunieron con el baterista Cody a través de un amigo mutuo y bajista, Knowles Taylor quien se unió a la banda después de verlos abrir para establecer sus metas en Orlando. De acuerdo con el Facebook de la banda aquí está su historia: A veces, un encuentro casual es más de lo que parece - en el caso de Drive A, de un momento al azar encendió una mecha que resulta en una nueva banda incendiaria. Canciones acerca de la rebelión, guitarras crujientes y ganchos mortales tienen su fundamento en el punk de la vieja escuela y rock n 'roll que la banda venera, pero su presencia en el escenario y la entrega es fresca y actual. Con un ventilador siguiente que se expande de manera exponencial, es claro que la banda está en lo cierto. Conducir Un rugido entrar en 2011 con su nuevo álbum, The World In Shambles, sobre los registros de conflictos Dead 9 de agosto de 2011.
- Datos: Q5814294